# 赫魯希夫卡 (波洛希區)
47°2′54″N 35°48′40″E / 47.04833°N 35.81111°E
赫魯希夫卡（烏克蘭語：Грушівка）是位於烏克蘭東南部的村莊，由扎波羅熱州波洛希區的莫洛昌斯克市鎮負責管轄。該村處於尤尚利河畔，分別距離烏達爾尼克1.5公里和莫胡特涅3公里，面積1.84平方公里，海拔高度49米，2001年人口391。